# Liste des noms français des villes européennes
 (mars 2022).
Si vous disposez d'ouvrages ou d'articles de référence ou si vous connaissez des sites web de qualité traitant du thème abordé ici, merci de compléter l'article en donnant les références utiles à sa vérifiabilité et en les liant à la section « Notes et références ».
Cet article liste le nom français des villes européennes, seulement lorsque ceux-ci sont différents du nom local (par exemple, Berlin, quoique prononcé différemment en français et en allemand, reste le même nom, et ne trouve donc pas sa place dans la présente liste). Les noms aujourd’hui hors d’usage sont précisés en italique.

## Remarques préliminaires
Ne sont pas précisés dans la présente liste les noms autrefois en usage en français car repris d’une langue à l’époque officielle, mais qui ne l’est plus maintenant : Grünberg n’est par exemple pas mentionné en parallèle à Zielona Góra, car Grünberg n’était que le nom allemand de la ville du temps qu’elle était allemande, repris tel quel en français. Exception sera faite des noms aujourd’hui connus par tous pour leur valeur historique, comme Austerlitz. De même, les noms écrits en alphabets étrangers et simplement transcrits en français ne seront-ils pas mentionnés non plus : ainsi Glyfáda ne figurera-t-elle pas en face de Γλυφάδα, car il ne s’agit que d’une simple transcription. Enfin, les noms grecs et latins des villes ne seront pas donnés — il s’agit d’une liste des noms français, et non pas des noms étrangers aussi employés en français.
Les noms allemands de villes en -burg sont très généralement rendus par -bourg en français. Il est donc théoriquement possible de traduire toutes les villes allemandes, y compris celles pour lesquelles il n’existe pas d’adaptation officielle, de cette manière.
De même, les noms germaniques (allemands, néerlandais…) en -ingen sont-ils généralement rendus par la terminaison -ingue, en français ; plus rarement par la terminaison -ange.
Généralement, les aa du néerlandais sont adaptés en ae.
La plupart des noms de villes d’origine romane (en italien, espagnol, portugais, etc.) peut se rendre en remplaçant la finale en -o ou -a par un -e.
Il est fréquent que la terminaison -ow ou -ów devienne -ovie.

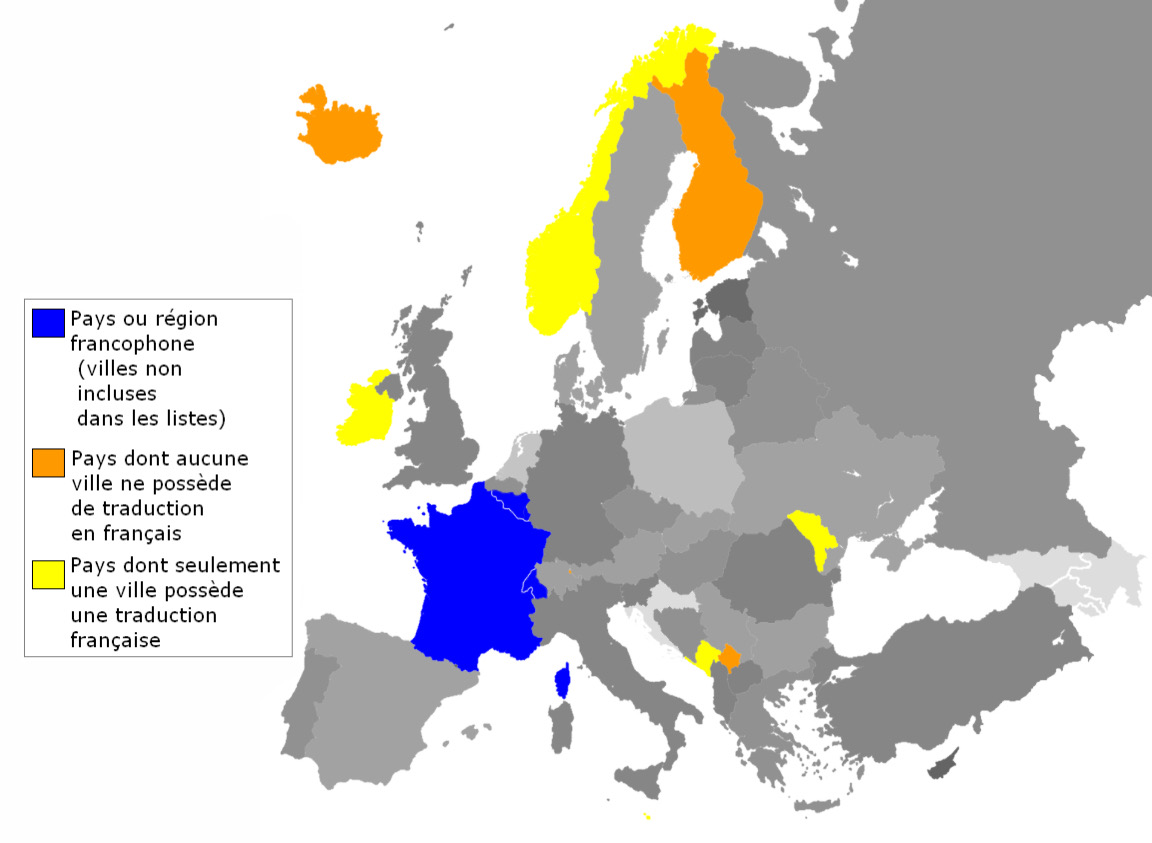
Certains pays n'ont aucune ville dont le nom soit traduit en français.

En Espagne, il a existé une tradition de traduction qui perdure jusqu'au début du XXe siècle, mais, qui, pour beaucoup de villes est remplacé par la forme locale. De plus, dans plusieurs communautés autonomes, au delà de la forme légale, plusieurs acceptations locales coexistent, et qui influencent l'usage en français contemporain.

## Liste par pays

### Albanie
| Nom en albanais | Nom en français                                                                      |
| --------------- | ------------------------------------------------------------------------------------ |
| Butrint         | Bouthrote                                                                            |
| Durrës          | Épidamne puis Dyrrhachium, le nom Duratzo (de l'italien Durazzo) a aussi été employé |
| Korçë           | Koritza                                                                              |
| Krujë           | Croïa                                                                                |
| Shkodër         | Scutari d'Albanie                                                                    |
| Vlorë / Vlora   | Valone                                                                               |

### Allemagne
| Nom en allemand            | Nom en français                                                                            |
| -------------------------- | ------------------------------------------------------------------------------------------ |
| Aachen                     | Aix-la-Chapelle                                                                            |
| Altenburg                  | Altenbourg                                                                                 |
| Aschaffenburg              | Aschaffenbourg                                                                             |
| Augsburg                   | Augsbourg                                                                                  |
| Bad Kreuznach              | Kreutznach                                                                                 |
| Baden-Baden                | Bade (de l'ancien nom de la ville Baden)                                                   |
| Bautzen, en sorabe Budyšin | Budisse                                                                                    |
| Bernburg                   | Bernbourg                                                                                  |
| Blieskastel                | Bliescastel                                                                                |
| Brandenburg an der Havel   | Brandebourg-sur-la-Havel                                                                   |
| Braunschweig               | Brunswick                                                                                  |
| Bremen                     | Brême                                                                                      |
| Breisach am Rhein          | Vieux-Brisach                                                                              |
| Burg bei Magdeburg         | Bourg-lès-Magdebourg                                                                       |
| Coburg                     | Cobourg                                                                                    |
| Dillingen                  | Dillange                                                                                   |
| Dortmund                   | Trémoigne                                                                                  |
| Dresden                    | Dresde                                                                                     |
| Duisburg                   | Duisbourg                                                                                  |
| Durlach                    | Bade-Dourlach (aujourd'hui, un quartier de Karlsruhe)                                      |
| Düsseldorf                 | Dusseldorf, autrefois Dusseldorp (de son nom néerlandais)                                  |
| Erlangen                   | Erlangue                                                                                   |
| Esslingen am Neckar        | Esslingue                                                                                  |
| Flensburg                  | Flensbourg                                                                                 |
| Frankfurt am Main          | Francfort-sur-le-Main                                                                      |
| Frankfurt an der Oder      | Francfort-sur-l'Oder                                                                       |
| Freiburg im Breisgau       | Fribourg-en-Brisgau                                                                        |
| Fulda                      | Fulde                                                                                      |
| Fürstenberg                | Furstemberg (plusieurs villes d'Allemagne portent ce nom, et peuvent être traduites ainsi) |
| Geldern                    | Gueldre                                                                                    |
| Göttingen                  | Gœttingue ou Gottingue                                                                     |
| Günzburg                   | Guntzbourg                                                                                 |
| Halle                      | Halle-sur-Saale                                                                            |
| Hamburg                    | Hambourg                                                                                   |
| Hameln                     | Hamelin                                                                                    |
| Hannover                   | Hanovre                                                                                    |
| Heilbronn                  | Hailbron                                                                                   |
| Herzogenrath               | Rode-le-Duc                                                                                |
| Heusweiler                 | Hoysviller                                                                                 |
| Homburg                    | Hombourg                                                                                   |
| Jena                       | Iéna                                                                                       |
| Jülich                     | Juliers                                                                                    |
| Kaiserlautern              | Caseloutre                                                                                 |
| Karlsruhe                  | Carlsruhe                                                                                  |
| Kassel                     | Cassel                                                                                     |
| Kempten                    | Campidoine                                                                                 |
| Kleve                      | Clèves                                                                                     |
| Koblenz                    | Coblence                                                                                   |
| Köln                       | Cologne                                                                                    |
| Konstanz                   | Constance                                                                                  |
| Leer                       | Lierre                                                                                     |
| Leipzig                    | Leipsick ou Leipsie                                                                        |
| Lübeck                     | Lubeck                                                                                     |
| Ludwigsburg                | Louisbourg ou Ludwigsbourg                                                                 |
| Lüneburg                   | Lunebourg                                                                                  |
| Lutherstadt Wittenberg     | Wittemberg                                                                                 |
| Magdeburg                  | Magdebourg                                                                                 |
| Marburg                    | Marbourg                                                                                   |
| Mainz                      | Mayence                                                                                    |
| Meissen                    | Misnie                                                                                     |
| Merseburg                  | Mersebourg                                                                                 |
| Merzig                     | Mercy                                                                                      |
| Monschau                   | Montjoie                                                                                   |
| München                    | Munich                                                                                     |
| Naumburg an der Saale      | Naumbourg                                                                                  |
| Neunkirchen                | Neufeglises                                                                                |
| Neustadt an der Weinstraße | Villeneuve sur la route du vin                                                             |
| Nürnberg                   | Nuremberg                                                                                  |
| Offenburg                  | Offenbourg                                                                                 |
| Oldenburg                  | Oldenbourg                                                                                 |
| Oranienburg                | Oranienbourg,                                                                              |
| Philippsburg               | Philipsbourg ou Philippsbourg                                                              |
| Pirna                      | Pirne                                                                                      |
| Püttlingen                 | Puttelange-lès-Sarrelouis, Pettelange-Créange, et Puttelange et Sarrelibre                 |
| Quedlinburg                | Quedlinbourg ou Quedlimbourg                                                               |
| Ravensburg                 | Ravensbourg                                                                                |
| Regensburg                 | Ratisbonne                                                                                 |
| Rendsburg                  | Rendsbourg                                                                                 |
| Saarbrücken                | Sarrebruck                                                                                 |
| Saarlouis                  | Sarrelouis                                                                                 |
| Sankt Andreasberg          | Saint-Andréasberg                                                                          |
| Sankt-Ingbert              | Saint-Ingbert                                                                              |
| Sankt-Wendel               | Saint-Wendel                                                                               |
| Schmalkalden               | Smalkalde                                                                                  |
| Schwäbisch Hall            | Halle-en-Souabe                                                                            |
| Schwarzburg                | Schwartzbourg                                                                              |
| Speyer                     | Spire                                                                                      |
| Stuttgart                  | Stutgard                                                                                   |
| Tecklenburg                | Tecklembourg                                                                               |
| Trier                      | Trèves                                                                                     |
| Tübingen                   | Tubingue                                                                                   |
| Völklingen                 | Vœlklange                                                                                  |
| Wallerfangen               | Vaudrevange                                                                                |
| Wehr                       | Wetrange                                                                                   |
| Wolfsburg                  | Wolfsbourg                                                                                 |
| Worms                      | Vormes                                                                                     |
| Würzburg                   | Wurtzbourg                                                                                 |
| Zülpich                    | Tolbiac                                                                                    |
| Zweibrücken                | Deux-Ponts                                                                                 |

### Andorre
| Nom en catalan    | Nom en français    |
| ----------------- | ------------------ |
| Andorra la Vella  | Andorre-la-Vieille |
| El Pas de la Casa | Le Pas de la Case  |

### Arménie
| Nom en arménien | Nom en français                            |
| --------------- | ------------------------------------------ |
| Erevan          | Érevan, Érévan, Erévan, Erivan, et Yerevan |

### Autriche
| Nom en allemand | Nom en français      |
| --------------- | -------------------- |
| Bregenz         | Brégence ou Brigance |
| Greifenburg     | Greifenbourg         |
| Innsbruck       | Inspruck             |
| Klagenfurt      | Clagenfurth          |
| Linz            | Lintz                |
| Salzburg        | Salzbourg            |
| Sankt Pölten    | Saint-Hippolyte      |
| Wien            | Vienne               |

### Azerbaïdjan
| Nom en azéri | Nom en français      |
| ------------ | -------------------- |
| Bakı         | Bakou                |
| Bərdə        | Barda                |
| Gəncə        | Gandja ou Ganja      |
| Lənkəran     | Lankaran             |
| Mingəçevir   | Mingachevir          |
| Naxçıvan     | Nakhitchevan         |
| Ordubad      | Ordoubad             |
| Şamaxı       | Chemakha ou Chamakhi |

### Belgique
| Nom en flamand        | Nom en français             |
| --------------------- | --------------------------- |
| Aalst                 | Alost                       |
| Adinkerke             | Adinkerque                  |
| Aalbeke               | Aelbeke                     |
| Aalter                | Aeltre                      |
| Aarschot              | Aerschot                    |
| Aarsele               | Aersele                     |
| Aartrijke             | Aertrycke                   |
| Aartselaar            | Aertselaer                  |
| Affligem              | Afflighem                   |
| Aaigem                | Ayghem                      |
| Antwerpen             | Anvers                      |
| Anzegem               | Anseghem                    |
| Ardooie               | Ardoye                      |
| As                    | Asch-en-Campine             |
| Asse                  | Assche                      |
| Attenhoven            | Ottoncourt                  |
| Avelgem               | Avelghem                    |
| Baaigem               | Baeighem                    |
| Baal                  | Bael                        |
| Baarle-Hertog         | Baerle-Duc                  |
| Balegem               | Baeleghem                   |
| Beringen              | Béringue                    |
| Bever                 | Biévène                     |
| Borglon               | Looz                        |
| Brugge                | Bruges                      |
| Büllingen             | Bullange                    |
| Dendermonde           | Termonde                    |
| Diets-Heur            | Heure-le-Tixhe              |
| Diksmuide             | Dixmude                     |
| Drongen               | Tronchiennes                |
| Dworp                 | Tourneppe                   |
| Eliksem               | Alincourt                   |
| Eupen                 | Néau                        |
| Galmaarden            | Gammerages                  |
| Gent                  | Gand                        |
| Geraardsbergen        | Grammont                    |
| Halle                 | Hal                         |
| Herk-de-Stad          | Herck-la-Ville              |
| Ieper                 | Ypres                       |
| Jezus-Eik             | Notre-Dame-au-Bois          |
| Kelmis (nom allemand) | La Calamine                 |
| Kortrijk              | Courtrai                    |
| Koksijde              | Coxyde                      |
| Kraainem              | Crainhem                    |
| Lauw                  | Lowaige                     |
| Leopoldsburg          | Bourg-Léopold               |
| Leuven                | Louvain                     |
| Lier                  | Lierre                      |
| Mechelen              | Malines                     |
| Menen                 | Menin                       |
| Mesen                 | Messines                    |
| Moelingen             | Mouland                     |
| Nieuwport             | Nieuport                    |
| Oostende              | Ostende                     |
| Oostduinkerke         | Ostdunkerque.               |
| Oosterweel            | Austruweel                  |
| Oudenaarde            | Audenarde                   |
| Outrijve              | Autryve ou Outryve          |
| Ouwegem               | Auwegem                     |
| De Panne              | La Panne                    |
| Roeselare             | Roulers                     |
| Ronse                 | Renaix                      |
| Sankt-Vith            | Saint-Vith                  |
| Scherpenheuvel-Zichem | Montaigu-Zichem             |
| Sint-Denijs           | Saint-Genois                |
| Sint-Genesius-Rode    | Rhode-Saint-Genèse          |
| Sint-Goriks-Oudenhove | Audenhove-Saint-Géry        |
| Sint-Maria-Oudenhove  | Audenhove-Sainte-Marie      |
| Sint-Niklaas          | Saint-Nicolas               |
| Sint-Truiden          | Saint-Trond                 |
| Spiere-Helkijn        | Espierres-Helchin           |
| Temse                 | Tamise                      |
| Tervuren              | Tervueren                   |
| Tienen                | Tirlemont                   |
| Tongeren              | Tongres                     |
| Veurne                | Furnes                      |
| Vilvoorde             | Vilvorde                    |
| Voeren                | Fourons                     |
| Waasmont              | Wamont                      |
| Walshoutem            | Houtain-l'Évêque            |
| Zeebrugge             | Zeebruges ou Bruges-sur-Mer |
| Zoutleeuw             | Léau                        |

### Biélorussie
| Nom en biélorusse latin / cyrillique biélorusse / [russe] | Nom en français            |
| --------------------------------------------------------- | -------------------------- |
| Brest / Бpзcт / [Бpecт]                                   | Brest (anc. Brest-Litovsk) |
| Vitebsk / Bіцeбcк / [Bитeбcк]                             | Witepsk                    |

### Bosnie-Herzégovine
| Nom en serbe latin / cyrillique | Nom en français |
| ------------------------------- | --------------- |
| Banja Luka / Бaнњa Лyкa         | Bagnaluc        |
| Sarajevo / Capajeвo             | Saraïevo        |

### Bulgarie
| Nom en bulgare latin / cyrillique | Nom en français          |
| --------------------------------- | ------------------------ |
| Nessebar / Heceбъp                | Messembrie ou Messemvrie |
| Plovdiv / Плoвдив                 | Philippopol              |
| Silistra / Cилиcтpa               | Silistrie                |
| Sofia / Coфия                     | Sophia ou Sophie         |

### Chypre
| Nom en grec / Nom en turc | Nom en français             |
| ------------------------- | --------------------------- |
| Ammóchostos / Gazimağusa  | Famagouste                  |
| Lefkosía / Lefkoşa        | Nicosie                     |
| Lemesós / Limasol         | Limassol, autrefois Némosie |

### Croatie
| Nom en croate | Nom en français                                         |
| ------------- | ------------------------------------------------------- |
| Cavtat        | Vieux-Raguse (calque de l'italien Ragusavecchia)        |
| Dubrovnik     | Raguse (encore utilisé dans un cadre historiographique) |
| Karlovac      | Carlostad (de l'allemand Karlstadt)                     |
| Rijeka        | Fiume                                                   |
| Šibenik       | Sebenic                                                 |
| Zadar         | Jadres                                                  |

### Danemark
| Nom en danois | Nom en français |
| ------------- | --------------- |
| Helsingør     | Elseneur        |
| Kalundborg    | Kalimbourg      |
| København     | Copenhague      |
| Odense        | Odensée         |

### Espagne
| Nom officiel (local) : en castillan, catalan, basque ou galicien | Nom en français                                                                                 |
| ---------------------------------------------------------------- | ----------------------------------------------------------------------------------------------- |
| A Coruña (galicien)                                              | La Corogne                                                                                      |
| Alacant (valencien)                                              | Alicante                                                                                        |
| Algeciras                                                        | Algésiras                                                                                       |
| Almería                                                          | Alméria, usage rare : Almérie (XVIIIe siècle).                                                  |
| Asp (valencien)                                                  | Aspe (castillan et français)                                                                    |
| Badalona                                                         | Badalone                                                                                        |
| Barcelona                                                        | Barcelone                                                                                       |
| Bilbo (basque)                                                   | Bilbao (castillan et français)                                                                  |
| Cádiz                                                            | Cadix                                                                                           |
| Cartagena                                                        | Carthagène                                                                                      |
| Castelló de la Plana (valencien)                                 | Castellon. Anciennement : Castillon (XIXe siècle)                                               |
| Córdoba                                                          | Cordoue                                                                                         |
| Figueres (catalan), Figueras (castillan)                         | Figueres et Figueras. Anciennement Figuières (XIXe siècle)                                      |
| Fuenterrabía (castillan), Hondarribia (basque)                   | Fontarrabie                                                                                     |
| Gandia (valencien) ou Gandía (castillan)                         | Gandia. Anciennement Gandie (XIXe siècle) avec un usage spécifique pour les titres de noblesse. |
| Girona (catalan), Gerona (castillan)                             | Gérone, usage mineur : Gironne (XIXe siècle)                                                    |
| Granada                                                          | Grenade                                                                                         |
| Jerez de la Frontera                                             | Xéres                                                                                           |
| Lleida (catalan), Lérida (castillan)                             | Lérida                                                                                          |
| Logroño                                                          | Logrogne,                                                                                       |
| Málaga                                                           | Malaga                                                                                          |
| Murcia                                                           | Murcie                                                                                          |
| Palma                                                            | Palma, Palma de Majorque                                                                        |
| Pamplona (castillan), Iruña ou Iruñea (basque)                   | Pampelune                                                                                       |
| Salamanca                                                        | Salamanque                                                                                      |
| San Sebastián (castillan), Donostia (basque)                     | Saint-Sébastien, San Sebastian.                                                                 |
| Santiago de Compostela (galicien et castillan)                   | Saint-Jacques-de-Compostelle                                                                    |
| Segovia                                                          | Ségovie                                                                                         |
| Sevilla                                                          | Séville                                                                                         |
| Tarragona (castillan et catalan)                                 | Tarragone                                                                                       |
| Toledo                                                           | Tolède                                                                                          |
| Tortosa                                                          | Tortose                                                                                         |
| Tudela                                                           | Tudèle                                                                                          |
| València (valencien) / Valencia (castillan)                      | Valence                                                                                         |
| Zaragoza (aragonais et castillan)                                | Saragosse                                                                                       |

### Estonie
| Nom en estonien | Nom en français    |
| --------------- | ------------------ |
| Pärnu           | Pernavie ou Parnou |
| Tallinn         | Réval ou Rével     |

### Géorgie
| Nom en géorgien | Nom en français                     |
| --------------- | ----------------------------------- |
| Poti            | Phaisis                             |
| Soukhoumi       | Sokhoumi, anciennement Sébastopolis |
| Tbilissi        | Tiflis                              |

### Grèce
Pour les villes de la Grèce antique, voir Liste de cités grecques.
| Nom en grec           | Nom en français                                         |
| --------------------- | ------------------------------------------------------- |
| Αθήνα                 | Athènes                                                 |
| Αμφίκλειας - Ελάτειας | Amphiclée-Élatée                                        |
| Αντίρριο              | Antirion (autrefois Antirrion, Antirhion ou Antirrhion) |
| Ἔδεσσα                | Édesse                                                  |
| Ελασσώνα              | Élasson                                                 |
| Φλώρινα               | Fienne                                                  |
| Ερμιόνη               | Hermione                                                |
| Ζάκυνθος              | Zante ou Zacynthe                                       |
| Ἡλιούπολις            | Héliopolis                                              |
| Ηράκλειο              | Héraklion, autrefois Candie                             |
| Θεσσαλονίκη           | Thessalonique ou Salonique                              |
| Θήβα                  | Thèbes                                                  |
| Ίλιον                 | Ilion                                                   |
| Καβάλα                | La Cavalle                                              |
| Κέρκυρα               | Corfou                                                  |
| Κόρινθος              | Corinthe                                                |
| Λάρισα                | Larissa, autrefois Larisse                              |
| Λαύριο                | Laurion                                                 |
| Λιβαδειά              | Libadée ou Lébadée                                      |
| Μαρκόπουλο Μεσογαίας  | Marcopoulo de Mésogée                                   |
| Μαρούσι               | Maroússi                                                |
| Μέγαρα                | Mégare                                                  |
| Μυτιλήνη              | Mytilène                                                |
| Ναύπακτος             | Naupacte                                                |
| Ναύπλιο               | Nauplie                                                 |
| Νέα Ιωνία             | Nouvelle-Ionie                                          |
| Νέα Προποντίδα        | Nouvelle-Propontide                                     |
| Νέα Σμύρνη            | Nouvelle-Smyrne                                         |
| Νίκαια                | Nicée                                                   |
| Ὀποῦς                 | Oponte                                                  |
| Πάτρα                 | Patras                                                  |
| Πειραιεύς             | Le Pirée                                                |
| Πύλος                 | Navarin                                                 |
| Ρέθυμνο               | Réthymnon                                               |
| Ρόδος                 | Rhodes                                                  |
| Σαλαμίνα              | Salamine                                                |
| Σέρρες                | Serrès                                                  |
| Σπάρτη                | Sparte                                                  |
| Τροιζήνα              | Trézène                                                 |
| Χανιά                 | La Canée                                                |

### Hongrie
| Nom en hongrois | Nom en français                                      |
| --------------- | ---------------------------------------------------- |
| Buda            | Bude                                                 |
| Eger            | Egre ou Agrie                                        |
| Esztergom       | Strigonie                                            |
| Győr            | Javarin,                                             |
| Kalocsa         | Colocza                                              |
| Komárom         | Comorn (d’après son nom allemand, Komorn) ou Comorre |
| Nagykanizsa     | Canisha ou Canise                                    |
| Pécs            | Cinq-Églises                                         |
| Pest            | Pesth                                                |
| Sopron          | Œdenbourg (d'après son nom allemand)                 |
| Szeged          | Ségédin                                              |
| Székesfehérvár  | Albe Royale                                          |
| Szentgotthárd   | Saint-Gothard                                        |
| Szolnok         | Zolnock                                              |
| Szombathely     | Sabarie ou Savarie                                   |
| Tokaj           | Tokay                                                |

### Irlande
| Nom en irlandais  | Nom en français                       |
| ----------------- | ------------------------------------- |
| Baile Átha Cliath | Dublin (nom aussi employé en anglais) |
| Tralee            | Tralée                                |

### Italie
| Nom en italien               | Nom en français                            |
| ---------------------------- | ------------------------------------------ |
| Alessandria                  | Alexandrie (parfois Alexandrie-du-Piémont) |
| Ancona                       | Ancône                                     |
| Aquileia                     | Aquilée                                    |
| Arborea                      | Arborée                                    |
| Ardea                        | Ardée                                      |
| Assisi                       | Assise                                     |
| Asti                         | Aste                                       |
| Avigliana                    | Veillane ou Aveillane                      |
| Balme                        | Barmes                                     |
| Bardonecchia                 | Bardonnèche                                |
| Bellino                      | Bellin                                     |
| Benevento                    | Bénévent                                   |
| Bergamo                      | Bergame                                    |
| Biella                       | Bielle                                     |
| Bologna                      | Bologne                                    |
| Brindisi                     | Brindes (dans un contexte historique)      |
| Bussoleno                    | Bussolin                                   |
| Cagliari                     | Caglier                                    |
| Canavese                     | Canavais                                   |
| Cantoira                     | Cantoire                                   |
| Capua                        | Capoue                                     |
| Carema                       | Carême                                     |
| Carignano                    | Carignan (c'est aussi son nom piémontais)  |
| Carrara                      | Carrare                                    |
| Caserta                      | Caserte                                    |
| Casteldelfino                | Châteaudauphin                             |
| Catania                      | Catane                                     |
| Cerignola                    | Cérignole                                  |
| Cesena                       | Césène                                     |
| Cherasco                     | Quérasque                                  |
| Chialamberto                 | Chalambert                                 |
| Chianale                     | La Chenal                                  |
| Chianocco                    | Chanoux                                    |
| Chieri                       | Quiers                                     |
| Chiomonte                    | Chaumont                                   |
| Chiusa di San Michele        | L'Écluse                                   |
| Collegno                     | Colègne                                    |
| Como                         | Côme                                       |
| Condove                      | Condoue                                    |
| Corio                        | Cory                                       |
| Cortona                      | Cortone                                    |
| Cosenza                      | Cosence                                    |
| Cremona                      | Crémone                                    |
| Cuma                         | Cumes                                      |
| Cuneo                        | Coni (le nom est le même en piémontais)    |
| Ferrara                      | Ferrare                                    |
| Firenze                      | Florence                                   |
| Forlì'                       | Forly                                      |
| Fornovo di Taro              | Fornoue                                    |
| Frassinetto                  | Frassinet                                  |
| Gaeta                        | Gaète, Gaëte                               |
| Genova                       | Gênes                                      |
| Germagnano                   | Saint-Germain                              |
| Giaglione                    | Jaillons                                   |
| Giaveno                      | Javein                                     |
| Gorizia                      | Gorice                                     |
| Gravere                      | Gravière                                   |
| Groscavallo                  | Groscaval                                  |
| Lanzo Torinese               | Lans-l'Hermitage                           |
| Livorno                      | Livourne                                   |
| Loreto                       | Lorette                                    |
| Lucca                        | Lucques                                    |
| Manfredonia                  | Manfredoine                                |
| Mantova                      | Mantoue                                    |
| Mazàra del Vallo             | Mazare                                     |
| Meana di Susa                | Méans                                      |
| Melegnano                    | Marignan                                   |
| Messina                      | Messine                                    |
| Milano                       | Milan                                      |
| Modena                       | Modène                                     |
| Monastero di Lanzo           | Moutiers                                   |
| Mompantero                   | Monpantier                                 |
| Moncalieri                   | Moncallier                                 |
| Moncenisio                   | Montcenis                                  |
| Monza                        | Monce, Modicie                             |
| Napoli                       | Naples                                     |
| Novalesa                     | Novalaise                                  |
| Novara                       | Novare                                     |
| Norcia                       | Nurcie                                     |
| Otranto                      | Otrante                                    |
| Padova                       | Padoue                                     |
| Palermo                      | Palerme                                    |
| Parma                        | Parme                                      |
| Pavia                        | Pavie                                      |
| Perugia                      | Pérouse                                    |
| Pessinetto                   | Pessinet                                   |
| Piacenza                     | Plaisance                                  |
| Pinerolo                     | Pignerol                                   |
| Pisa                         | Pise                                       |
| Pistoia                      | Pistoïe                                    |
| Pont-Canavese                | Pont-en-Canavais                           |
| Pozzuoli                     | Pouzzoles, parfois Putéoles                |
| Pragelato                    | Pragela                                    |
| Racconigi                    | Raconis                                    |
| Ragusa                       | Raguse                                     |
| Ravenna                      | Ravenne                                    |
| Reggio di Calabria           | Reggio de Calabre                          |
| Reggio nell’Emilia           | Reggio d'Émilie                            |
| Ribordone                    | Ribardon                                   |
| Robecco sul Naviglio         | Rebec                                      |
| Roma                         | Rome                                       |
| Ronco Canavese               | Ronc-en-Canavais ou Ronc                   |
| Rubiana                      | Rubiane                                    |
| Salerno                      | Salerne                                    |
| Salice d'Ulzio               | Sauze d'Oulx                               |
| Saluzzo                      | Saluces                                    |
| Sant'Ambrogio di Torino      | Saint-Ambroise                             |
| Sant'Antonino di Susa        | Saint-Antonin                              |
| San Didero                   | Saint-Didier                               |
| San Giorio di Susa           | Saint-Joire                                |
| Sarzana                      | Sarzane                                    |
| Savigliano                   | Savillan                                   |
| Savona                       | Savone                                     |
| Sestriere                    | Sestrières                                 |
| Siena                        | Sienne                                     |
| Siracusa                     | Syracuse                                   |
| Solferino                    | Solférino                                  |
| Sommariva del Bosco          | Sommerive                                  |
| Sorrento                     | Sorrente                                   |
| Sparone                      | Esparon                                    |
| La Spezia                    | L’Épice                                    |
| Spoleto                      | Spolète                                    |
| Susa                         | Suse, Suze                                 |
| Taormina                     | Taormine                                   |
| Taranto                      | Tarente                                    |
| Teramo                       | Térame                                     |
| Terracina                    | Terracine                                  |
| Torino (en piémontais Türìn) | Turin                                      |
| Torre Pellice                | La Tour de Pellis                          |
| Tortona                      | Tortone                                    |
| Trapani                      | Drépane                                    |
| Traversella                  | Traverselle                                |
| Traves                       | Travey                                     |
| Trento                       | Trente                                     |
| Treviso                      | Trévise, autrefois Trévigny                |
| Udin (frioulan)              | Udine (en italien comme en français)       |
| Ulzio (nom fasciste)         | Oulx                                       |
| Urbino                       | Urbin                                      |
| Usseglio                     | Ussel                                      |
| Vaie                         | Vaye                                       |
| Valgioie                     | Valjoie                                    |
| Valprato Soana               | Valpré                                     |
| Varese                       | Varèse                                     |
| Venaus                       | Vénaux                                     |
| Venezia                      | Venise                                     |
| Ventimiglia                  | Vintimille                                 |
| Vercelli                     | Verceil                                    |
| Verona                       | Vérone                                     |
| Verrua Savoia                | Verrue                                     |
| Vicenza                      | Vicence                                    |
| Viterbo                      | Viterbe                                    |

### Lettonie
| Nom en letton | Nom en français |
| ------------- | --------------- |
| Daugavpils    | Dunabourg       |
| Rīga          | Riga            |
| Valmiera      | Volmar          |

### Lituanie
| Nom en lituanien | Nom en français                    |
| ---------------- | ---------------------------------- |
| Kaunas           | Kovno (de son nom polonais, Kowno) |
| Šiauliai         | Saulé                              |
| Vilnius          | Vilna                              |

### Macédoine
| Nom en macédonien latin / cyrillique | Nom en français                                                |
| ------------------------------------ | -------------------------------------------------------------- |
| Bitola / Битoлa                      | Monastir                                                       |
| Skopje / Cкoпje                      | Scopie, autrefois Uskub ou Uskup (d’après son nom turc, Üsküb) |

### Malte
| Nom en maltais   | Nom en français |
| ---------------- | --------------- |
| Il-Belt Valletta | La Valette      |

### Moldavie
| Nom en roumain / en russe | Nom en français                                                              |
| ------------------------- | ---------------------------------------------------------------------------- |
| Chișinău / Kишинёв        | Chisinau ou Kichinev, nom russe en usage à trois époques entre 1812 et 1989. |

### Monténégro
| Nom en monténégrin latin / cyrillique | Nom en français |
| ------------------------------------- | --------------- |
| Cetinje / Цeтињe                      | Cettigné        |

### Norvège
| Nom en norvégien | Nom en français |
| ---------------- | --------------- |
| Kristiansand     | Cristiansand    |

### Pays-Bas
| Nom en néerlandais      | Nom en français                       |
| ----------------------- | ------------------------------------- |
| Alphen aan den Rijn     | Alphen-sur-le-Rhin ou Alphen-sur-Rhin |
| Baarle-Nassau           | Baerle-Nassau,                        |
| Bergen op Zoom          | Berg-op-Zoom,, Bergues-sur-le-Zon     |
| Breda                   | Bréda                                 |
| Capelle aan den IJssel  | Capelle-sur-l'Yssel,                  |
| Coevorden               | Couvorde ou Coevorden                 |
| Den Haag, ‘s-Gravenhage | La Haye                               |
| Doesburg                | Doesbourg                             |
| Dordrecht               | Dort                                  |
| Geertruidenberg         | Mont-Sainte-Gertrude,                 |
| Goedereede              | Gorée                                 |
| Groningen               | Groningue                             |
| Gulpen                  | Galoppe                               |
| Harlingen               | Harlingue                             |
| Heerjansdam             | Heer-Jans-Dam                         |
| Den Helder              | Le Helder                             |
| ’s-Hertogenbosch        | Bois-le-Duc                           |
| Leiden                  | Leyde, autrefois Leyden               |
| Leeuwarden              | Leuvarde                              |
| Maastricht              | Maëstricht ou Maestricht              |
| Middelburg              | Middelbourg                           |
| Montfoort               | Montfort                              |
| Nijmegen                | Nimègue                               |
| Noordwijk               | Nordwick,                             |
| Ouderkerk               | Vieille-Église                        |
| Roermond                | Ruremonde                             |
| Roosendaal              | Rosendael                             |
| Rotterdam               | Rotterdam                             |
| Rozenburg               | Rosenbourg                            |
| Rĳswĳk                  | Ryswick,                              |
| Sas van Gent            | Sas de Gand                           |
| Scheveningen            | Schéveningue,                         |
| Sint-Anthonis           | Saint-Anthoine                        |
| Sint-Michielsgestel     | Saint-Michel-Gestel                   |
| Sint-Oedenrode          | Rhode-Saint-Oude                      |
| Sluis                   | L'Écluse                              |
| Terneuzen               | Terneuse                              |
| Tilburg                 | Tilbourg                              |
| Vaals                   | Vaels                                 |
| Valkenburg              | Fauquemont                            |
| Valkenburg aan de Geul  | Fauquemont-sur-Gueule                 |
| Veulen                  | Fologne                               |
| Vlaardingen             | Flardingue                            |
| Vlissingen              | Flessingue                            |
| Wageningen              | Wagueningue                           |
| Walwĳk                  | Walwick                               |
| Wateringen              | Wateringue                            |

### Pologne
| Nom en polonais      | Nom en français                                    |
| -------------------- | -------------------------------------------------- |
| Białowieża           | Bielovège                                          |
| Białystok            | Bélostok (d’après son nom russe, Bielostok)        |
| Chełmno              | Culm                                               |
| Elbląg               | Elblong (transcription phonétique du nom polonais) |
| Gdańsk               | Dantzig, Dantzick ou Gédanie                       |
| Głogów               | Glogovie                                           |
| Gniezno              | Gnèsne                                             |
| Kielce               | Kiélcé                                             |
| Kołobrzeg            | Colberg                                            |
| Kosobudy             | Kosaboude                                          |
| Kostrzyn nad Odrą    | Custrin                                            |
| Koszalin             | Smogre                                             |
| Kraków               | Cracovie                                           |
| Lębork               | Lavenbourg                                         |
| Malbork              | Marienbourg (d'après son nom allemand, Marienburg) |
| Oleśnica             | Œls (nom connu surtout dans un cadre historique)   |
| Ostrołęka            | Ostrolenka (adaptation phonétique du nom polonais) |
| Ostrów Wielkopolski  | Ostrovie                                           |
| Piotrków Trybunalski | Pétricovie                                         |
| Poznań               | Posnanie                                           |
| Rzeszów              | Résovie                                            |
| Sandomierz           | Sandomir                                           |
| Siewierz             | Sievers                                            |
| Słupsk               | Stolpe (d’après son nom allemand, Stolp)           |
| Szczecin             | Stetin                                             |
| Toruń                | Turonie, Toréen                                    |
| Warszawa             | Varsovie                                           |
| Wieliczka            | Vielisca                                           |
| Włocławek            | Vladislavie,                                       |
| Wrocław              | Vratislavie ou Breslaw                             |
| Zamość               | Samoscie                                           |

### Portugal
| Nom en portugais | Nom en français |
| ---------------- | --- |
| Braga            | Brague |
| Bragança         | Bragance |
| Coimbra          | Coïmbre |
| Lisboa           | Lisbonne |
| Porto            | Oporto (nom aussi employé en espagnol, il vient du portugais O Porto, qui signifie le port, o étant l’article défini) |

### Roumanie
| Nom en roumain  | Nom en français          |
| --------------- | ------------------------ |
| Alba Iulia      | Alba Julia ou Albe-Julie |
| Brăila          | Braïla                   |
| Brașov          | Brassovie                |
| Bucureşti       | Bucarest                 |
| Cluj-Napoca     | Clausenbourg             |
| Constanţa       | Constanza, ou Constantsa |
| Craiova         | Craïova                  |
| Curtea de Argeș | Curté d'Argis            |
| Iaşi            | Iassy ou Jassy           |
| Sibiu           | Sébeste ou Ceben         |

### Royaume-Uni
| Nom en anglais      | Nom en français     |
| ------------------- | ------------------- |
| Bournemouth         | Bornemouth          |
| Buckingham          | Bouquinquan         |
| Canterbury          | Cantorbéry          |
| Dover               | Douvres             |
| Edinburgh           | Édimbourg           |
| Glasgow             | Glasgovie           |
| Gloucester          | Glocester           |
| Gravesend           | Grausine            |
| Lancaster           | Lancastre           |
| Lewes               | Leues               |
| London              | Londres             |
| Lyme Regis          | Lime                |
| Newark-on-Trent     | Nieuark             |
| Newcastle upon Tyne | Neufchâtel-sur-Tyne |
| Peterborough        | Peterbourg          |
| Portsmouth          | Porsemue            |
| Rochford            | Rocheford           |
| Rye                 | La Rye              |
| Saint Helier        | Saint-Hélier        |
| Saint Peter Port    | Saint-Pierre-Port   |
| Winchester          | Vicêtre ou Bicêtre  |

### Russie
| Nom en russe latin / cyrillique    | Nom en français |
| ---------------------------------- | --- |
| Arkhangelsk / Apxaнгeльcк          | Arcangel |
| Astrakhan / Acтpaхaнь              | Astracan |
| Azov / Aзoв                        | Tanaïs ou Tana |
| Bagrationovsk / Бaгpaтиoнoвcк      | Eylau (nom aujourd’hui surtout connu pour la bataille d'Eylau).                                                                       |
| Kaliningrad / Kaлинигpaд           | Kœnigsberg (nom d’origine allemande utilisé plutôt de manière historiographique, pour se référer à la période allemande de la ville). |
| Kazan / Kaзaнь                     | Casan |
| Moskva / Mocквa                    | Moscou, autrefois Moskow |
| Nijni Novgorod / Hижний Hoвгopoд   | Nischgorod ou Nitschgorod |
| Novgorod / Hoвгopoд                | Novogorod |
| Perm / Пepмь                       | Permie |
| Pskov / Пcкoв                      | Pleskof |
| Riazan / Pязaнь                    | Rezan |
| Rostov-na-Donou / Pocтoв-нa-Дoнy   | Rostov-sur-le-Don |
| Sankt-Peterbourg / Caнкт-Пeтepбypг | Saint-Pétersbourg |
| Smolensk / Cмoлeнcк                | Smolensko, |
| Sovietsk / Coвeтcк                 | Tilsit ou Tilsitt (ancien nom allemand de la ville, connu entre autres pour les traités qui y ont été signés).                        |
| Toliatti / Toльятти                | Togliatti |
| Vladimir / Влaдимиp                | Volodimer |
| Voronej / Вopoнeж                  | Voronège, Véronise |
| Vyborg / Выбopг                    | Vibourg |

### Saint-Marin
| Nom en italien | Nom en français |
| -------------- | --------------- |
| San-Marino     | Saint-Marin     |

### Serbie
| Nom en serbe latin / cyrillique | Nom en français                                       |
| ------------------------------- | ----------------------------------------------------- |
| Beograd / Бeoгpaд               | Belgrade                                              |
| Niš / Hиш                       | Nicha                                                 |
| Požarevac / Пoжapeвaц           | Passarovitz (de l'allemand Passarowitz) ou Pojarévats |

### Slovaquie
| Nom en slovaque | Nom en français                                                                             |
| --------------- | ------------------------------------------------------------------------------------------- |
| Bratislava      | Presbourg (provenant de l’allemand Preßburg) ou plus rarement Posonie (du hongrois Pozsony) |
| Košice          | Cassovie                                                                                    |
| Prešov          | Éperies                                                                                     |
| Trnava          | Tyrnavie                                                                                    |

### Slovénie
| Nom en slovène | Nom en français                       |
| -------------- | ------------------------------------- |
| Celje          | Cilley                                |
| Koper          | Capodistrie                           |
| Kranj          | Kraimbourg                            |
| Ljubljana      | Lubiana ou Laibach (son nom allemand) |
| Maribor        | Marbourg-sur-la-Drave                 |

### Suède
| Nom en suédois | Nom en français |
| -------------- | --------------- |
| Gävle          | Gèfle           |
| Göteborg       | Gothembourg     |
| Helsingborg    | Helsimbourg     |
| Karlskrona     | Carlscrona      |
| Malmö          | Malmoe          |
| Uppsala        | Upsal           |

### Suisse
| Nom en allemand, italien, ou romanche                                    | Nom en français  |
| ------------------------------------------------------------------------ | ---------------- |
| Altdorf                                                                  | Altorf           |
| Basel                                                                    | Bâle             |
| Bellinzona (nom italien)                                                 | Bellinzone       |
| Bern                                                                     | Berne            |
| Biel                                                                     | Bienne           |
| Brig                                                                     | Brigue           |
| Brig-Glis                                                                | Brigue-Glis      |
| Burgdorf                                                                 | Berthoud         |
| Chur                                                                     | Coire            |
| Düdingen                                                                 | Guin             |
| Erlach                                                                   | Cerlier          |
| Gampelen                                                                 | Champion         |
| Giffers                                                                  | Chevrilles       |
| Glarus                                                                   | Glaris           |
| Grenchen                                                                 | Granges          |
| Gurmels                                                                  | Cormondes        |
| Ins                                                                      | Anet             |
| Kerzers                                                                  | Chiètres         |
| Lenzburg                                                                 | Lenzbourg        |
| Leuk                                                                     | Loèche           |
| Leukerbad                                                                | Loèche-les-Bains |
| Ligerz                                                                   | Gléresse         |
| Luzern                                                                   | Lucerne          |
| Magglingen                                                               | Macolin          |
| Murten                                                                   | Morat            |
| Olten                                                                    | Olte             |
| Rechthalten                                                              | Dirlaret         |
| Saanen                                                                   | Gessenay         |
| Salgesch                                                                 | Salquenen        |
| Sankt Gallen                                                             | Saint-Gall       |
| Sankt Moritz (allemand), San Maurizio (italien), San Murezzan (romanche) | Saint-Moritz     |
| Schaffhausen                                                             | Schaffhouse      |
| Solothurn                                                                | Soleure          |
| Tafers                                                                   | Tavel            |
| Tentlingen                                                               | Tinterin         |
| Thun                                                                     | Thoune           |
| Visp                                                                     | Viège            |
| Winterthur                                                               | Winterthour      |
| Zofingen                                                                 | Zofingue         |
| Zug                                                                      | Zoug             |
| Zürich                                                                   | Zurich           |

### Tchéquie
| Nom en tchèque    | Nom en français                                                               |
| ----------------- | ----------------------------------------------------------------------------- |
| Brno              | Brin ou Brinn                                                                 |
| Cheb              | Egra                                                                          |
| Františkovy Lázně | Franzensbad                                                                   |
| Karlovy Vary      | Carlsbad (de l'allemand Karlsbad).                                            |
| Mariánské Lázně   | Marienbad,                                                                    |
| Olomouc           | Olmutz (de l'allemand Olmütz) ou Olomutie                                     |
| Plzeň             | Pilsen                                                                        |
| Praha             | Prague                                                                        |
| Slavkov u Brna    | Austerlitz (nom allemand de la ville, connu pour la bataille qui y eut lieu). |
| Ústí nad Labem    | Aussig-sur-Elbe                                                               |

### Turquie
| Nom en turc        | Nom en français                                                                       |
| ------------------ | ------------------------------------------------------------------------------------- |
| Adana              | Antioche de Cilicie                                                                   |
| Afyonkarahisar     | anciennement Acroënus et Nicopolis                                                    |
| Amasya             | Amasée                                                                                |
| Ankara             | Angora ou Ancyre                                                                      |
| Antakya            | Antioche                                                                              |
| Aydın              | Séleucie du Méandre                                                                   |
| Balat              | Milet                                                                                 |
| Bergama            | Pergame                                                                               |
| Bodrum             | Halicarnasse                                                                          |
| Bursa              | Brousse ou Pruse                                                                      |
| Çorlu              | Tchorlou (qui n’est qu’une adaptation de son nom à la phonologie du français).        |
| Denizli            | Lycos                                                                                 |
| Edirne             | Andrinople ou Andrianople                                                             |
| Ereğli             | Héraclée ou Héraclée Cybistre                                                         |
| Erzurum            | Erzéroum                                                                              |
| Gelibolu           | Gallipoli                                                                             |
| Giresun            | Cérasonte                                                                             |
| Isparta            | Sparte                                                                                |
| İskenderun         | Alexandrette                                                                          |
| İznik              | Nicée                                                                                 |
| İstambul           | Istambul, Istamboul, Stamboul, dans un contexte historique Constantinople ou Byzance. |
| İzmir              | Izmir ou Smyrne                                                                       |
| İzmit              | Izmit, anciennement Nicomédie                                                         |
| Kahramanmaraş      | Marach                                                                                |
| Karaman            | Larende                                                                               |
| Karadeniz Ereğlisi | Héraclée du Pont                                                                      |
| Kastamonu          | Castamonie                                                                            |
| Kayseri            | Mazaca ou Césarée de Cappadoce                                                        |
| Kemalpaşa          | Nymphée                                                                               |
| Kozan              | Sis                                                                                   |
| Manisa             | Magnésie du Sipyle                                                                    |
| Mezitli            | anciennement Pompéiopolis                                                             |
| Mut                | Claudiopolis de Cilicie                                                               |
| Nusaybin           | Nisibe                                                                                |
| Ordu               | Ordou                                                                                 |
| Silifke            | Séleucie d'Isaurie                                                                    |
| Sinop              | Sinope                                                                                |
| Sivas              | Sébaste ou Sébastée                                                                   |
| Şanlıurfa          | Édesse                                                                                |
| Tarsus             | Tarse                                                                                 |
| Tekirdağ           | Bizanthe                                                                              |
| Trabzon            | Trébizonde                                                                            |
| Üsküdar            | Scutari                                                                               |

### Ukraine
| Nom en ukrainien latin / cyrillique ukrainien / [russe]                  | Nom en français                                                                                           |
| ------------------------------------------------------------------------ | --- |
| Bakhtchissaraï / Бaxчиcapaий                                             | Baktchi-Sara                                                                                              |
| Bilhorod-Dnistrovskyï / Білгopoд-Днicтpoвcький \ [Бeлгopoд-Днecтpoвcкий] | Bellegarde ou Akkerman                                                                                    |
| Feodossya / Фeoдociя \ [Фeoдocия]                                        | Théodosie ou Féodosie, Caffa à la période génoise                                                         |
| Kharkiv / Xapкiв \ [Xapькoв]                                             | Charcovie                                                                                                 |
| Khersones Tavriyskyy / Xepcoнec                                          | Chersonèse                                                                                                |
| Kertch / Kepч \ [Kepчь]                                                  | Panticapée                                                                                                |
| Kiev / Kиïв \ [Kиeв]                                                     | Kief, Kiovie,                                                                                             |
| Loubny / Лyбни \ [Лyбны]                                                 | Lubnié |
| Loutsk                                                                   | Lucéorie                                                                                                  |
| Lviv (Lvov en russe, Lwów en polonais) / Львів \ [Львoв]                 | Léopol (le nom allemand de Lemberg a été aussi assez fréquemment employé, parfois sous la forme Lembourg) |
| Otchakiv / Oчaкiв \ [Oчaкoв]                                             | Otchakow ou Oçakow                                                                                        |
| Poltava / Пoлтaвa                                                        | Poltava, mais aussi Pultawa ou Pultava,                                                                   |
| Sevastopol / Ceвacтoпoль                                                 | Sébastopol                                                                                                |
| Tcherkassy / Чepкacи \ [Чepкaccы]                                        | Tcherkass                                                                                                 |
| Tchernihiv / Чepнiгiв \ [Чepнигoв]                                       | Tchernikow                                                                                                |
| Tchyhyryne / Чигиpин                                                     | Tcherine                                                                                                  |
| Tchystiakove / Чиcтякoвe (ou Тopeз)                                      | Thorez |

### Vatican
| Nom en italien     | Nom en français |
| ------------------ | --------------- |
| Città del Vaticano | Cité du Vatican |